# 하나다 지카라
하나다 지카라(일본어: 花田 力, 1993년 11월 24일 ~ )는 일본의 축구 선수이다.

## 구단 경력
과거 일본 축구 전문학교, 그루자 모리오카, 도치기 우바에서 활동하였다.